# José Vicente del Olmo
José Vicente del Olmo, né en 1611 à Valence et mort dans cette même ville le 11 août 1696, est un littérateur, géographe et archéologue espagnol.

## Biographie
José Vicente del Olmo naquit en 1611, à Valence. Dans sa jeunesse, il cultiva les sciences et s'acquit la réputation d'un très-bon mathématicien ; il remplaça son père dans la charge de secrétaire du Tribunal de l'Inquisition, remplit plusieurs autres emplois, sans rien relâcher de son ardeur pour l'étude, et mourut le 11 août 1696, dans un âge très-avancé.[source insuffisante]

## Œuvres

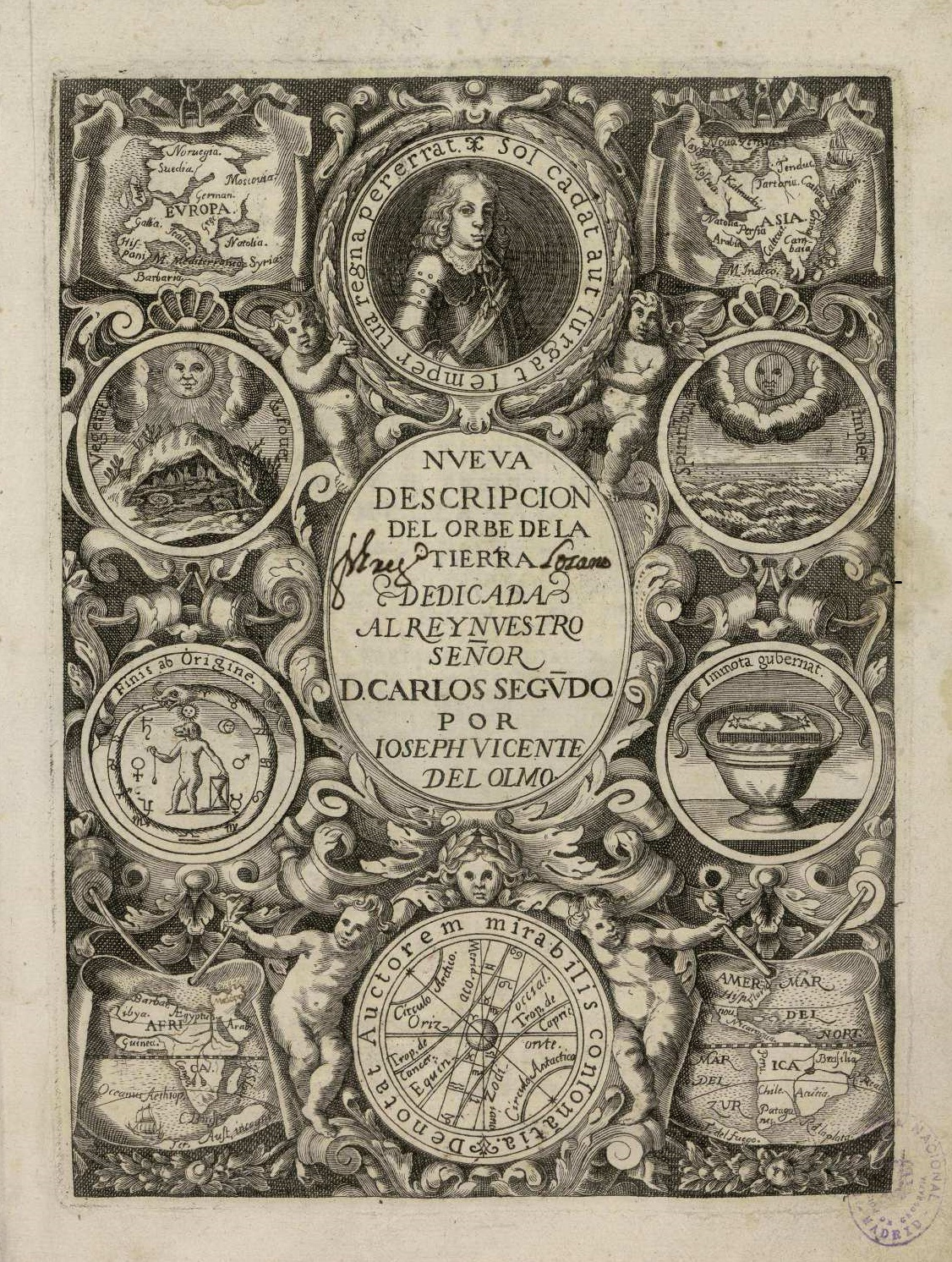
Nueva descripción del orbe de la tierra, en Valencia por Ioan Lorenzo Cabrera, 1681. Biblioteca Nacional de España.

- Lithologia o explicación de las piedras y otras antigüedades halladas en las zanjas que se abrieron para los fundamentos de la capilla de Nuestra Señora de los Desamparados en Valencia, Valence, 1653 (lire en ligne), volume rare et plein de recherches curieuses ;
- Nueva descripción del Orbe de la Tierra, Valence, 1681 (lire en ligne).

Olmo a laissé manuscrit un Recueil de sentences et de maximes tirées de divers auteurs.